# Fernando Chironi
Fernando Gustavo Chironi (El Bolsón, Provincia de Río Negro, 22 de febrero de 1949) es un abogado egresado con honores de la Universidad de Buenos Aires y político argentino afiliado a la Unión Cívica Radical.

## Biografía
Realizó sus estudios primarios en su ciudad natal y se mudó a San Isidro, pero su familia se trasladó a Viedma dónde completó sus estudios secundarios recibiéndose de maestro en 1966.  Regresó a Viedma y realizó el Servicio Militar en Neuquén y en Comodoro Rivadavia.
Ejerció su profesión desde 1973 trabajando también en la administración pública y comenzó a militar en el Partido Demócrata Cristiano.

## Carrera política
Ferviente admirador de Raúl Alfonsín, fue elegido concejal de Viedma. En 1987 se afilió a la Unión Cívica Radical.
En 1991 ocupó el Ministerio de Gobierno y luego el de Coordinación. Fue nominado para representar a su partido en las elecciones municipales y se consagró como Intendente de Viedma en mayo de 1994.
Fue también Legislador Provincial, y en diciembre de 2003 asumió como Diputado Nacional. Además, fue Presidente del Bloque de Diputados Nacionales de la UCR entre 2005 y 2007.Desde diciembre de 2007 se reintegró a su estudio jurídico en Viedma y desde entonces ejerce su profesión de abogado.
Se mantuvo alejado del grupo de Radicales K y no pudo renovar su mandato como diputado en las elecciones de 2007. En 2010 fue cofundador del Movimiento de Renovación Nacional (MORENA) junto a Gerardo Morales, Ernesto Sanz y Ricardo Alfonsín. 
Fernando Chironi apoyó a Ricardo Alfonsín en su candidatura presidencial con vista a las elecciones de 2011, y a su vez contó con su apoyo para la precandidatura de la Gobernación de Río Negro. Finalmente, no fue candidato a gobernador provincial por la Unión Cívica Radical, esa candidatura la llevó adelante Cesar Barbeito.
En diciembre de 2013, la Cámara Federal de Roca confirmó la pena de 3 años de prisión impuesta contra el exgobernador radical Horacio Massaccesi, y de dos años y medio para el exministro de Economía, Raúl Di Nardo, y dos años para los extitulares de las carteras de Gobierno y Acción Social, Fernando Chironi y Ricardo Sarandría. La justicia federal confirmó  las condenas contra el exgobernador radical de Río Negro, Horacio Massaccesi, y miembros de su gabinete por el asalto al Tesoro Regional del Banco Central perpetrado en la sede del banco provincial en General Roca. también fue condenado inhabilitación perpetua; mientras que a dos años de prisión e igual inhabilitación absoluta y perpetua para ejercer cargos públicos. En 2017 la misma Cámara confirmó la extinción de la acción penal por prescripción, siendo absueltos todos los imputados por este caso.